# Grand Prix moto d'Ulster 1966
Le Grand Prix moto d'Ulster 1966 est la neuvième manche du championnat du monde de vitesse moto 1966. La compétition s'est déroulée le 20 août 1966 sur le circuit de Dundrod dans le comté d'Antrim (Irlande). C'est la 38e édition du Grand Prix moto d'Ulster et la 18e édition comptant pour le championnat du monde.

## Résultats des 500 cm³
| Pos | Pilote            | Moto      | Temps/Écart       | Points |
| --- | ----------------- | --------- | ----------------- | ------ |
| 1   | Mike Hailwood     | Honda     | 1 h 05 min 00 s 4 | 8      |
| 2   | Giacomo Agostini  | MV Agusta | +1 min 29 s 4     | 6      |
| 3   | Frantisek Stastny | Jawa      | +1 tour           | 4      |
| 4   | Jack Findlay      | Matchless | +1 tour           | 3      |
| 5   | Chris Conn        | Norton    | +1 tour           | 2      |
| 6   | Peter Williams    | AJS       | +1 tour           | 1      |
| 7   | Selwyn Griffiths  | Matchless | + ?               |        |
| 8   | Gyula Marsovszky  | Matchless | + ?               |        |
| 9   | Gustav Havel      | Jawa-CZ   | + ?               |        |
| 10  | William McCosh    | Matchless | + ?               |        |
| 11  | Robin Fitton      | Norton    | + ?               |        |
| 12  | Fred Stevens      | Matchless | + ?               |        |
| 13  | Kel Carruthers    | Norton    | + ?               |        |
| 14  | Barry Scully      | Norton    | + ?               |        |
| 15  | Len Atlee         | Norton    | + ?               |        |
| 16  | Ernst Weiss       | Matchless | + ?               |        |
| 17  | Derek Lee         | Matchless | + ?               |        |
| 18  | Denis Gallagher   | Matchless | + ?               |        |
| 19  | Thomas Gill       | Matchless | + ?               |        |
| 20  | Jack Saunders     | Matchless | + ?               |        |
| 21  | ...               | ...       | + ?               |        |

## Résultats des 350 cm³
| Pos | Pilote           | Moto      | Temps | Points |
| --- | ---------------- | --------- | ----- | ------ |
| 1   | Mike Hailwood    | Honda     | ?     | 8      |
| 2   | Giacomo Agostini | MV Agusta | + ?   | 6      |
| 3   | Tommy Robb       | Bultaco   | + ?   | 4      |
| 4   | Gustav Havel     | Jawa      | + ?   | 3      |
| 5   | Dave Simmonds    | Norton    | + ?   | 2      |
| 6   | Joe Dunphy       | Norton    | + ?   | 1      |
| 7   | ...              | ...       | + ?   |        |

## Résultats des 250 cm³
| Pos | Pilote           | Moto          | Temps           | Points |
| --- | ---------------- | ------------- | --------------- | ------ |
| 1   | Ginger Molloy    | Bultaco       | 1 h 16 min 31 s | 8      |
| 2   | Gyula Marsovszky | Bultaco       | + ?             | 6      |
| 3   | Kevin Cass       | Bultaco       | + ?             | 4      |
| 4   | Selwyn Griffiths | Royal Enfield | + ?             | 3      |
| 5   | Jim Curry        | Honda         | + ?             | 2      |
| 6   | Len Atlee        | Cotton        | + ?             | 1      |
| 7   | ...              | ...           | + ?             |        |

## Résultats des 125 cm³
| Pos | Pilote        | Moto   | Temps         | Points |
| --- | ------------- | ------ | ------------- | ------ |
| 1   | Luigi Taveri  | Honda  | 52 min 51 s 6 | 8      |
| 2   | Ralph Bryans  | Honda  | + 4 s 4       | 6      |
| 3   | Phil Read     | Yamaha | + 28 s 4      | 4      |
| 4   | Tommy Robb    | Yamaha | + 48 s 8      | 3      |
| 5   | Hugh Anderson | Suzuki | + 1 tour      | 2      |
| 6   | Frank Perris  | Suzuki | + 1 tour      | 1      |
| 7   | ...           | ...    | + ?           |        |